# 2021年度香港小姐競選
2021香港小姐競選（第49屆）是電視廣播有限公司舉辦的選美活動，年度口號為「We Miss Hong Kong」。
準決賽於2021年8月22日在電視廣播城舉行，是繼2014香港小姐競選準決賽後再次以電視現場直播形式進行；決賽原設定於2021年9月12日在香港體育館舉行，但大會未能成功申請，因此改在電視廣播城進行決賽。準決賽由錢嘉樂、周嘉洛、吳偉豪、丁子朗及黃庭鋒擔任大會司儀；決賽由鄭裕玲、錢嘉樂、陳凱琳、丁子朗及周嘉洛擔任司儀。節目在《萬千星輝頒獎典禮2021》奪得「最佳年度及特備節目」獎項，成為第二屆《香港小姐競選》在《萬千星輝頒獎典禮》奪獎的一屆。

## 評審機制
該年度之香港小姐競選重新採用由大會評判就各參賽佳麗之表現進行評選以決定賽果，而公眾參與的部份則改以「競猜誰是冠軍」遊戲與觀眾互動。

### 第一階段：準決賽
由大會評判分兩輪淘汰共8位佳麗，其餘12位佳麗晉級決賽。

### 第二階段：決賽
由大會評判在決賽當晚先淘汰4位佳麗，其後於八強佳麗中再選出五強，最後再定出最終賽果及公佈三甲人選。

## 比賽結果

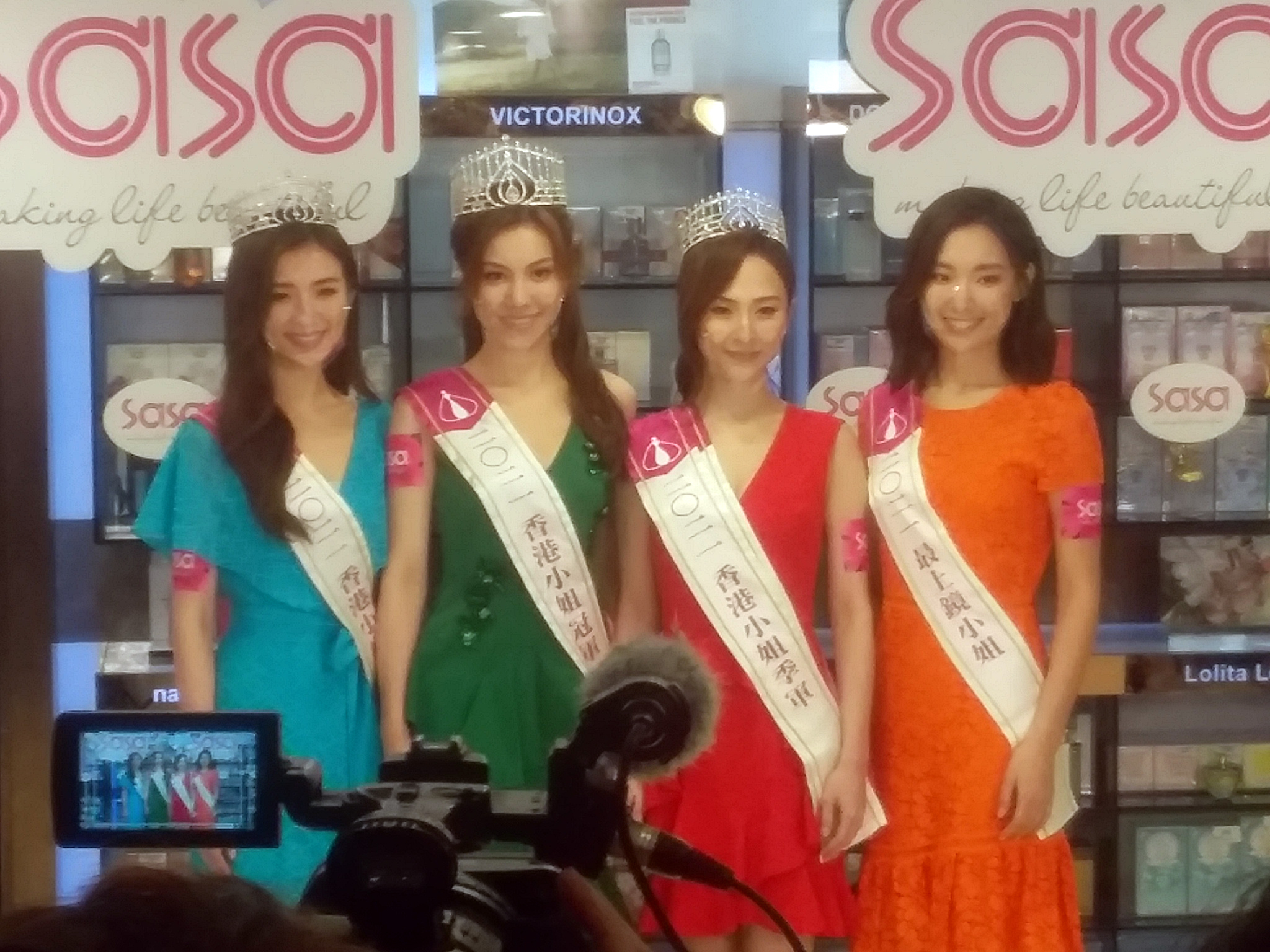
左起：2021香港小姐亞軍梁凱晴、冠軍宋宛穎、季軍暨友誼小姐邵初、最上鏡小姐楊培琳於2021年9月14日出席莎莎化妝品贊助商的頒獎儀式

### 名次
| 最後結果         | 參賽者        |
| ---------------- | ------------- |
| 2021香港小姐冠軍 | - 8號 宋宛穎  |
| 亞軍             | - 15號 梁凱晴 |
| 季軍             | - 14號 邵 初  |
| 五強             | - 4號 關楓馨  |
| 五強             | - 13號 王嘉慧 |

### 大會獎項
| 獎項       | 參賽者        |
| ---------- | ------------- |
| 最上鏡小姐 | - 10號 楊培琳 |
| 友誼小姐   | - 14號 邵 初  |

### 贊助商/其他獎項
| 獎項               | 得獎者                                                                        |
| ------------------ | ----------------------------------------------------------------------------- |
| EA. Beauty Master  | - 15號 梁凱晴、17號 余詠童、24強佳麗 姜嘉琳、24強佳麗 馬嘉希                  |
| 先施禮券           | - 2號 陳懿德、3號 陳聖瑜、5號 張嘉倩、7號 戴佳敏、12號 葉靖儀                 |
| 健美體態佳麗       | - 13號 王嘉慧                                                                 |
| 健康活力佳麗       | - 7號 戴佳敏                                                                  |
| 現場觀眾至Like佳麗 | - 3號 陳聖瑜、4號 關楓馨、9號 王嫿嫿                                          |
| 慧妍雅集慈善愛心獎 | - 20號 梁菁琳                                                                 |
| 美麗掌門大獎       | - 4號 關楓馨、8號 宋宛穎                                                      |
| Beauty Story大獎   | - 13號 王嘉慧、14號 邵 初、15號 梁凱晴、18號 莫韻諰、19號 施茉莉、20號 梁菁琳 |
| 最完美肌膚體態     | - 8號 宋宛穎                                                                  |

## 參選佳麗

### 十二強佳麗
| 佳麗編號 | 中文名字 | 英文名字         | 參選年齡 | 身高（英吋） | 三圍 | 職業                           |
| -------- | -------- | ---------------- | -------- | ------------ | ---- | ------------------------------ |
| 2        | 陳懿德   | Rachel Chan      | 23       | 5'6"         |      | (新聞及社會傳理系)畢業生       |
| 3        | 陳聖瑜   | Yvette Chan      | 26       | 5'5"         |      | 零售統籌/模特兒/媒體創作工作者 |
| 4        | 關楓馨   | Fabienne Kwan    | 26       | 5'4"         |      | 教師/畢業生                    |
| 8        | 宋宛穎   | Sabrina Mendes   | 22       | 5'7"         |      | 畢業生                         |
| 10       | 楊培琳   | Penny Yeung      | 19       | 5'7"         |      | 學生                           |
| 12       | 葉靖儀   | Michelle Ip      | 23       | 5'7"         |      | 畢業生                         |
| 13       | 王嘉慧   | Cathy Wong       | 26       | 5'7"         |      | 畢業生                         |
| 14       | 邵 初    | Kristy Shaw      | 27       | 5'5"         |      | 企業管理                       |
| 15       | 梁凱晴   | Carina Leung     | 26       | 5'6"         |      | 市場行銷/大學畢業生            |
| 18       | 莫韻諰   | Vincy Mok        | 23       | 5'7"         |      | 模特兒                         |
| 19       | 施茉莉   | Jasmin Schneider | 18       | 5'11"        |      | 學生                           |
| 20       | 梁菁琳   | Katerina Leung   | 27       | 5'4"         |      | 獸醫                           |

### 準決賽佳麗
| 佳麗編號 | 中文名字 | 英文名字                  | 參選年齡 | 身高（英吋） | 三圍 | 職業       | 晉級賽選號排名 | 組別   |
| -------- | -------- | ------------------------- | -------- | ------------ | ---- | ---------- | -------------- | ------ |
| 1        | 梁允瑜   | Chloe Leung               | 23       | 5'9"         |      | 模特兒     | 10             | 綠組   |
| 2        | 陳懿德   | Rachel Chan               | 23       | 5'6"         |      | 畢業生     | 9              | 綠組   |
| 3        | 陳聖瑜   | Yvette Chan               | 26       | 5'5"         |      | 零售統籌   | 12             | 橙組   |
| 4        | 關楓馨   | Fabienne Kwan             | 26       | 5'4"         |      | 教師       | 19             | 紅組   |
| 5        | 張嘉倩   | Michelle Cheung           | 21       | 5'6"         |      | 學生       | 4              | 粉紅組 |
| 6        | 余曉蕙   | Angel Yu                  | 24       | 5'3"         |      | 助理經理   | 5              | 粉紅組 |
| 7        | 戴佳敏   | Fiona Dai                 | 24       | 5'7"         |      | 學生       | 2              | 粉紅組 |
| 8        | 宋宛穎   | Sabina Mendes De Assuncao | 22       | 5'7"         |      | 畢業生     | 1              | 粉紅組 |
| 9        | 王嫿嫿   | Anna Wang                 | 25       | 5'5"         |      | 學生       | 3              | 粉紅組 |
| 10       | 楊培琳   | Penny Yeung               | 19       | 5'7"         |      | 學生       | 8              | 綠組   |
| 11       | 劉珍寶   | Brillian Lau              | 25       | 5'6"         |      | 模特兒     | 6              | 粉紅組 |
| 12       | 葉靖儀   | Michelle Ip               | 23       | 5'7"         |      | 學生       | 7              | 綠組   |
| 13       | 王嘉慧   | Cathy Wong                | 26       | 5'7"         |      | 畢業生     | 13             | 橙組   |
| 14       | 邵 初    | Kristy Shaw               | 27       | 5'5"         |      | 企業管理   | 18             | 紅組   |
| 15       | 梁凱晴   | Carina Leung              | 26       | 5'6"         |      | 市場行銷   | 14             | 橙組   |
| 16       | 伍韻婷   | Juliana Ng                | 27       | 5'3"         |      | 金融分析師 | 16             | 橙組   |
| 17       | 余詠童   | Trixie Yu                 | 24       | 5'6"         |      | 畢業生     | 11             | 綠組   |
| 18       | 莫韻諰   | Vincy Mok                 | 23       | 5'7"         |      | 模特兒     | 15             | 橙組   |
| 19       | 施茉莉   | Jasmin Schneider          | 18       | 5'11"        |      | 學生       | 17             | 紅組   |
| 20       | 梁菁琳   | Katerina Leung            | 27       | 5'4"         |      | 獸醫       | 20             | 紅組   |

### 入圍佳麗
| 初選排序 | 中文名字 | 英文名字                   | 年齡 | 身高（英吋） | 三圍 | 職業         |
| -------- | -------- | -------------------------- | ---- | ------------ | ---- | ------------ |
| 1        | 陳聖瑜   | Yvette Chan                | 26   | 5'5"         |      | 零售統籌     |
| 2        | 陳懿德   | Rachel Chan                | 23   | 5'6"         |      | 畢業生       |
| 3        | 姜嘉琳   | Christie Chang             | 24   | －           | －   | 畢業生       |
| 4        | 陳詩帆   | Fiona Chen                 | 21   | －           | －   | 商演活動統籌 |
| 5        | 張嘉倩   | Michelle Cheung            | 21   | 5'6"         |      | 學生         |
| 6        | 朱綽盈   | Kimberlie Chu              | 22   | －           | －   | 學生         |
| 7        | 戴佳敏   | Fiona Dai                  | 24   | 5'7"         |      | 學生         |
| 8        | 葉靖儀   | Michelle Ip                | 23   | 5'7"         |      | 學生         |
| 9        | 關楓馨   | Fabienne Kwan              | 26   | 5'4"         |      | 教師         |
| 10       | 賴彥妤   | Vivienna Lai               | 26   | －           | －   | 學生         |
| 11       | 劉珍寶   | Brillian Lau               | 25   | 5'6"         |      | 模特兒       |
| 12       | 梁凱晴   | Carina Leung               | 26   | 5'6"         |      | 市場行銷     |
| 13       | 梁菁琳   | Katerina Leung             | 27   | 5'4"         |      | 獸醫         |
| 14       | 梁允瑜   | Chloe Leung                | 23   | 5'9"         |      | 模特兒       |
| 15       | 盧淑儀   | Chloe Lo                   | 26   | －           | －   | 學生         |
| 16       | 馬嘉希   | Nicole Ma                  | 20   | －           | －   | 學生         |
| 17       | 馬祖雁   | Jo An Ma                   | 23   | －           | －   | 學生         |
| 18       | 宋宛穎   | Sabrina Mendes De Assuncao | 22   | 5'7"         |      | 畢業生       |
| 19       | 莫韻諰   | Vincy Mok                  | 23   | 5'7"         |      | 模特兒       |
| 20       | 伍韻婷   | Juliana Ng                 | 27   | 5'3"         |      | 金融分析師   |
| 21       | 施茉莉   | Jasmin Schneider           | 18   | 5'11"        |      | 學生         |
| 22       | 邵 初    | Kristy Shaw                | 27   | 5'5"         |      | 企業管理     |
| 23       | 王嫿嫿   | Anna Wang                  | 25   | 5'5"         |      | 學生         |
| 24       | 王嘉慧   | Cathy Wong                 | 26   | 5'7"         |      | 畢業生       |
| 25       | 楊培琳   | Penny Yeung                | 19   | 5'7"         |      | 學生         |
| 26       | 余曉蕙   | Angel Yu                   | 24   | 5'3"         |      | 助理經理     |
| 27       | 余詠童   | Trixie Yu                  | 24   | 5'6"         |      | 畢業生       |
| 28       | 趙美倫   | Mona Zhao                  | 18   | －           | －   | 學生         |

## 佳麗晉級及淘汰情況

### 初選時期
| 淘汰次數 （宣布淘汰時間）           | 獲晉級佳麗 | 備註 |
| ----------------------------------- | --- | --- |
| 入圍佳麗首晤新聞界 （2021年7月5日） | - 陳聖瑜 - 陳懿德 - 姜嘉琳 - 陳詩帆 - 張嘉倩 - 朱綽盈 - 戴佳敏 - 葉靖儀 - 關楓馨 - 賴彥妤 - 劉珍寶 - 梁凱晴 - 梁菁琳 - 梁允瑜 - 盧淑儀 - 馬嘉希 - 馬祖雁 - 宋宛穎 - 莫韻諰 - 伍韻婷 - 施茉莉 - 邵 初 - 王嫿嫿 - 王嘉慧 - 楊培琳 - 余曉蕙 - 余詠童 - 趙美倫 | 電視台於2021年6月10及16日進行兩輪面試後，於2021年6月21及22日安排28位入圍佳麗整理形象，同時揭示入圍名單 共28名佳麗獲晉級，461名佳麗被淘汰 |

### 晉級賽
| 淘汰次數 （宣布淘汰時間）    | 獲晉級佳麗 | 被淘汰佳麗                          | 備註                         |
| ---------------------------- | --- | ----------------------------------- | ---------------------------- |
| 第一輪淘汰 （2021年7月21日） | - 陳聖瑜 - 陳懿德 - 姜嘉琳 - 陳詩帆 - 張嘉倩 - 戴佳敏 - 葉靖儀 - 關楓馨 - 劉珍寶 - 梁凱晴 - 梁菁琳 - 梁允瑜 - 盧淑儀 - 馬嘉希 - 宋宛穎 - 莫韻諰 - 伍韻婷 - 施茉莉 - 邵 初 - 王嫿嫿 - 王嘉慧 - 楊培琳 - 余曉蕙 - 余詠童 | - 朱綽盈 - 賴彥妤 - 馬祖雁 - 趙美倫 |                              |
| 第二輪淘汰 （2021年7月31日） | - 陳聖瑜 - 陳懿德 - 張嘉倩 - 戴佳敏 - 葉靖儀 - 關楓馨 - 劉珍寶 - 梁凱晴 - 梁菁琳 - 梁允瑜 - 宋宛穎 - 莫韻諰 - 伍韻婷 - 施茉莉 - 邵 初 - 王嫿嫿 - 王嘉慧 - 楊培琳 - 余曉蕙 - 余詠童                                     | - 姜嘉琳 - 陳詩帆 - 盧淑儀 - 馬嘉希 | 獲晉級的二十位佳麗晉身準決賽 |

### 準決賽
| 淘汰次數 （宣布淘汰時間） | 獲晉級佳麗 | 被淘汰佳麗                                             | 備註                                                                   |
| ------------------------- | --- | ------------------------------------------------------ | ---------------------------------------------------------------------- |
| 第一輪淘汰 （21時31分）   | - 2號 陳懿德 - 3號 陳聖瑜 - 4號 關楓馨 - 5號 張嘉倩 - 6號 余曉蕙 - 7號 戴佳敏 - 8號 宋宛穎 - 9號 王嫿嫿 - 10號 楊培琳 - 12號 葉靖儀 - 13號 王嘉慧 - 14號 邵 初 - 15號 梁凱晴 - 18號 莫韻諰 - 19號 施茉莉 - 20號 梁菁琳 | - 1號 梁允瑜 - 11號 劉珍寶 - 16號 伍韻婷 - 17號 余詠童 | 此環節前共有20名佳麗，16名獲晉級、4名被淘汰                            |
| 第二輪淘汰 （22時32分）   | - 2號 陳懿德 - 3號 陳聖瑜 - 4號 關楓馨 - 8號 宋宛穎 - 10號 楊培琳 - 12號 葉靖儀 - 13號 王嘉慧 - 14號 邵 初 - 15號 梁凱晴 - 18號 莫韻諰 - 19號 施茉莉 - 20號 梁菁琳                                                     | - 5號 張嘉倩 - 6號 余曉蕙 - 7號 戴佳敏 - 9號 王嫿嫿    | 此環節前共有16名佳麗，12名獲晉級、4名被淘汰 獲晉級的十二位佳麗晉身決賽 |

### 決賽
| 淘汰次數 （宣布淘汰時間） | 獲晉級佳麗                                                                                                 | 被淘汰佳麗                                              | 備註                                       |
| ------------------------- | --- | ------------------------------------------------------- | ------------------------------------------ |
| 第一輪淘汰 （21時32分）   | - 2號 陳懿德 - 3號 陳聖瑜 - 4號 關楓馨 - 8號 宋宛穎 - 10號 楊培琳 - 13號 王嘉慧 - 14號 邵 初 - 15號 梁凱晴 | - 12號 葉靖儀 - 18號 莫韻諰 - 19號 施茉莉 - 20號 梁菁琳 | 此環節前共有12名佳麗，8名獲晉級、4名被淘汰 |
| 第二輪淘汰 （22時24分）   | - 4號 關楓馨 - 8號 宋宛穎 - 13號 王嘉慧 - 14號 邵 初 - 15號 梁凱晴                                         | - 2號 陳懿德 - 3號 陳聖瑜 - 10號 楊培琳                 | 此環節前共有8名佳麗，5名獲晉級、3名被淘汰  |

## 入圍佳麗個人背景
- 陳聖瑜：香港理工大學設計系畢業
- 陳懿德：香港中文大學新聞及傳理學系畢業
- 姜嘉琳：紐約大學藝術學院音樂劇系畢業，去年港姐進復賽後退賽，2017年美國華裔小姐競選殿軍，最佳才藝小姐
- 陳詩帆：中學畢業
- 張嘉倩：加拿大多倫多回港，懷雅遜大學應屆護理系畢業生[5]
- 朱綽盈：香港大學法律系畢業，2018亞洲太平洋國際小姐最佳肌膚獎
- 戴佳敏：江蘇南京人，中央戲劇學院2014級表演系，被揭父親擁有過億身家
- 葉靖儀：香港理工大學市場系畢業，混血名模Jessica C.和Ana R.師妹
- 關楓馨：南安普敦大學教育系畢業，後於倫敦大學學院兒童社會學碩士畢業[6]，父親為知名藝人關禮傑，右肋位有紋身。其家族族譜顯示其為三國時代蜀國名將關羽的第七十四代後人。在才藝表演中與爸爸關禮傑「四手聯彈」，事後被網民批評對其他佳麗不公平。
- 賴彥妤：英國考文垂大學法律系碩士畢業，曾於《2020香港小姐競選》第一輪視頻面試中亮相[7]，但最終未有入圍，曾推出寫真集，2019英國華裔小姐冠軍、2014中華才藝小姐香港區季軍及2016 Miss Diva亞軍
- 劉珍寶：溫哥華英屬哥倫比亞大學生物學畢業
- 梁凱晴：薩里大學酒店管理學畢業，後於香港城市大學市場學系碩士畢業 [6]
- 梁菁琳：澳洲悉尼大學獸醫系雙學位一級榮譽畢業 [6]
- 梁允瑜：香港城市大學市場營銷系畢業
- 盧淑儀：香港公開大學應屆畢業生，去年港姐首輪面試出局後曾轉戰亞洲小姐競選
- 馬嘉希：英國諾丁漢大學畢業
- 馬祖雁：英國劍橋大學工商管理學畢業
- 宋宛穎：中葡混血兒，加拿大多倫多大學理學榮譽學士優異成績畢業，雙修生物化學、人類生物學。出身澳門第二大選美家族，其家族在90年代曾多次代表澳門參加各類型國際性選美，如世界小姐選舉、亞洲太平洋國際小姐大賽、國際華裔小姐競選等等並多次前往海外推廣澳門旅遊業，兩位表姨母和母親分別是1990年度澳門小姐冠軍文雪兒、1994年度澳門小姐亞軍文雪婷和1990年度澳門小姐亞軍文寶雪，母親文寶雪曾代表澳門參選1991年度國際華裔小姐競選，參選號碼為13號，與袁詠儀是同屆佳麗
- 莫韻諰：加拿大西安大略大學化學系畢業
- 伍韻婷：美國波士頓出生，25歲離開父母孤身一人回港發展
- 施茉莉：中德混血兒，操五種語言，即將赴英國倫敦讀大學
- 邵　初：中越混血兒，英國杜倫大學畢業
- 王嫿嫿：加拿大溫哥華人，香港浸會大學傳理系碩士生，北京電影學院2016級國際班畢業，2015年蒙特利爾華裔小姐季軍
- 王嘉慧：模特兒，自媒體人，私人健身教練，倫敦大學學院心理學一級榮譽畢業並獲院長嘉許名單，後於香港中文大學法律博士（J.D.）碩士畢業 [6]
- 楊培琳：就讀香港中文大學風險管理系
- 余曉蕙：任職證券公司助理經理，英國曼徹斯特大學心理學畢業
- 余詠童：俄羅斯聖彼得堡國立工業藝術大學工業設計系畢業
- 趙美倫：美國高中畢業

## 準決賽節目流程
| 司儀     | 錢嘉樂、周嘉洛、吳偉豪、丁子朗、黃庭鋒 |
| 大會評判 | 余錦基、朱玲玲、王幼倫、劉偉強、林大輝 |
| 表演嘉賓 | 麥秋成、狄以達                         |

### 競賽節目流程
- 第一節：
  - 歷屆及應屆香港小姐演唱香港小姐主題曲《Un banc, un arbre, une rue》
  - 二十強佳麗自我介紹
  - 司儀出場並介紹大會評判
- 第二節：
  - 綠組佳麗聯同導師向海嵐、朱晨麗才藝表演
  - 橙組佳麗聯同導師張嘉兒、馮盈盈才藝表演
- 第三節：
  - 紅組佳麗聯同導師曹敏莉、何依婷才藝表演
  - 粉紅組佳麗聯同導師劉倩婷才藝表演
- 第四節：
  - 二十強佳麗泳裝環節
  - 公布第一輪淘汰名單及十六強晉級佳麗
- 第五節：
  - 十六強佳麗分為「優秀區」及「落後區」，以一對一形式回答嘉賓的提問
- 第六節：
  - 十六強佳麗分為「優秀區」及「落後區」，以一對一形式回答嘉賓的提問
- 第七節:
  - 歷屆港姐聯同「盛·舞者」表演
- 第八節:
  - 正式頒發「慧妍雅集慈善愛心獎」
  - 公布第二輪淘汰名單及十二強晉級決賽佳麗

## 決賽節目流程
| 司儀           | 鄭裕玲、錢嘉樂、陳凱琳、丁子朗、周嘉洛                                          |
| 大會評判       | 余錦基、朱玲玲、王幼倫、劉偉強、林大輝                                          |
| 最上鏡小姐評判 | 陳幼堅、周汶錡、李嘉慧、鄧鉅榮                                                  |
| 表演嘉賓       | 張學友、Gin Lee、鄭欣宜、炎明熹、姚焯菲、鍾柔美、冼靖峰、何晉樂、黃奕斌、詹天文 |

### 競賽節目流程
該年度的決賽於2021年9月12日在將軍澳電視廣播城舉行，香港無綫電視翡翠台於當地時間晚上8時34分至10時51分作現場直播，扣除廣告後的淨播映時間為1小時47分07秒。
大會以具有古文明建築藝術風格的「天使之城」作為決賽舞台之主題，並將賽事分「重生」、「聖煉」、「淨化」、「覺醒」、「昇華」及「冠冕」六個章節。
在開場導言中，大會提述「天使之城」曾孕育無數賢慧，邪魔詛咒令一切失去色彩，而且暗淡無光。相傳喚醒12位美貌與智慧的女戰士將會拯救鳳凰，令萬物重生，再現曙光。
- 第一節（20:34-20:50）：
  - 「序章：重生」，姚焯菲演唱《千年女王》電影版主題曲之改編版本
  - 播出12位決賽佳麗之特攝影片
- 第二節（20:54-21:09）：
  - 「第一章：聖煉」，鄭欣宜及佳麗演唱《@princejoyce》
  - 友情考驗題
- 第三節（21:13-21:22）：
  - 「第二章：淨化」，炎明熹演唱《眼淚》、《如何掉眼淚》、《男人不該讓女人流淚》
  - 炎明熹、鍾柔美、冼靖峰、何晉樂、黃奕斌、詹天文合唱《情人的眼淚》
- 第四節（21:27-21:35）：
  - 公佈八強名單：司儀於21時32分開始，將12位佳麗分成四組，按以下次序請出佳麗，第一至第三組之佳麗倘被紅色探射燈照射即告被淘汰
    - 第一組：陳懿德、施茉莉、陳聖瑜
    - 第二組：王嘉慧、梁凱晴、莫韻諰
    - 第三組：宋宛穎、邵　初、關楓馨（該組全獲晉級）

  - 於公佈前三組佳麗之晉級名單後，由於剩餘晉級名額只餘一人，司儀鄭裕玲宣佈改以被白色探射燈照射者方可獲晉級，並順序請出葉靖儀、楊培琳及梁菁琳三名佳麗，由於白燈照射在楊培琳頭上，故楊培琳可獲晉級，其餘佳麗即告被淘汰
- 第五節（21:38-21:48）、第六節（21:51-22:00）：
  - 「第三章：覺醒」，8強候選佳麗再次出場，回答自己較早前錄影的問題，一展其優秀的應對能力。按當時出場次序，8強候選佳麗的問題如下：
  - 2號陳懿德︰『你覺得哪位佳麗得獎最不公平？』
  - 3號陳聖瑜︰『如果你是世界衛生組織的新主席，就香港的一個衛生問題，你會從哪方面着手解決問題？』
  - 4號關楓馨︰『如果你想重新規劃香港，在18區取消其中一個區域，你會抽起哪一個及理由？』
  - 8號宋宛穎︰『如果你是童話故事的公主，你覺得會是哪一個及理由？』
  - 10號楊培琳︰『如果你在今晚決賽裏，跟(訓練營認識的)8位師姐其中一位比賽，你會選哪一個呢？』
  - 13號王嘉慧︰『如果你要用一款傢俬形容你自己，你會選哪一個呢？』
  - 14號邵初︰『請解釋紅綠燈為何會用上紅、黃、綠這三種顏色。』
  - 15號梁凱晴︰『加冕香港小姐的時候有權杖、后冠及皇袍。如果增加多一項你會選甚麼呢？』
- 第七節（22:03-22:18）：
  - 張學友演唱《春風秋雨》、《李香蘭》、《愛是永恆》
  - 張學友、李幸倪合唱《日出時讓街燈安睡》[8]
- 第八節（22:21-22:29）：
  - 大會獻花予時裝設計師Vloia Chan以作鳴謝
  - 原設定為頒發「最上鏡小姐」獎項，各司儀亦介紹最上鏡小姐獎項之評選標準，但因當時仍有落選佳麗仍身處後台，故須延遲宣布
  - 司儀鄭裕玲於22時24分開始宣佈五強入圍名單，按當時所宣布的次序為關楓馨、邵初、王嘉慧、梁凱晴、宋宛穎
  - 五強最後感言
- 第九節（22:34-22:51）：
  - 22時35分截止投票
  - 眾佳麗合唱鄭伊健歌曲「感激我遇見」
  - 2021年度香港小姐冠軍宋宛穎繞場一周，接受眾人祝福。

## 特備節目

### 《We Miss Hong Kong美麗同行》
- 2021年7月5 — 9日，23:00 — 23:15翡翠台首播
- 節目內容：《2021香港小姐競選》28位入圍佳麗已經順利誕生，大會今年度口號「We Miss Hong Kong」象徵多重意義，而要蛻變成「We」，先要由「Me」開始。各位佳麗率先以第一身的「Me」自我介紹，將真實貼地一面，完美呈現於觀眾眼前。 節目將透過陽光、文青、時尚、知性、爽朗等主題，展示不同組別佳麗所散發的迷人氣質。她們亦會走訪本地多個角落，發掘本土魅力，細訴對香港的情懷，跟大家一起美麗同行！
  - 2021年7月5日：陳懿德、朱綽盈、馬嘉希、宋宛穎、伍韻婷
  - 2021年7月6日：葉靖儀、梁允瑜、邵初、王嘉慧、楊培琳、余曉蕙
  - 2021年7月7日：張嘉倩、關楓馨、劉珍寶、馬祖雁、余詠童、趙美倫
  - 2021年7月8日：陳聖瑜、陳詩帆、戴佳敏、梁凱晴、梁菁琳、盧淑儀
  - 2021年7月9日：姜嘉琳、賴彥妤、莫韻諰、施茉莉、王嫿嫿

### 《We Miss Hong Kong STAY-cation晉級賽》
- 2021年8月9 — 12、16 — 19日，22:30 — 23:15翡翠台首播
- 節目內容：《2021香港小姐競選》破天荒以真人騷形式上演港姐晉級賽，28位入圍佳麗獲安排入住酒店，由八位港姐導師向海嵐、曹敏莉、馮盈盈、朱晨麗、何依婷、張秀文、張嘉兒及劉倩婷領軍，分成四組參與「Stay」-Cation任務！大會根據美貌、智慧、品德、素質四大準則，為候選佳麗進行一系列特訓和挑戰，同時展開淘汰賽，決定誰有資格「Stay」到最後。多位師姐們亦親臨傳授儀態及口才訓練，交流參選心得，力爭準決賽席位！
  - 主持：陳凱琳
  - 教官：鍾子綸、王愛倫
  - 嘉賓導師：歐陽妙芝、莫可欣、麥美恩、李嘉慧
  - 演出：黃嘉雯、謝嘉怡
  - 粉紅組（劉倩婷、張秀文）：戴佳敏、宋宛穎、王嫿嫿、劉珍寶、朱綽盈、張嘉倩、余曉蕙（曾入危險區）
  - 橙　組（張嘉兒、馮盈盈）：莫韻諰、陳聖瑜、伍韻婷、王嘉慧、馬祖雁、盧淑儀、梁凱晴
  - 綠　組（向海嵐、朱晨麗）：余詠童、楊培琳、葉靖儀、馬嘉希、陳懿德、賴彥妤（曾入危險區）、梁允瑜（曾入危險區）
  - 紅　組（曹敏莉、何依婷）：邵　初、關楓馨、施茉莉、姜嘉琳、梁菁琳、陳詩帆（曾入危險區）、趙美倫（曾入危險區）
  - 第一回成績（高至低）：橙組、綠組、粉紅組、紅組
  - 第一回出局：趙美倫
  - 第二回成績（高至低）：粉紅組、綠組、紅組、橙組
  - 第二回出局：馬祖雁
  - 第三回成績（高至低）：紅組、橙組、綠組、粉紅組
  - 第三回出局：賴彥妤、朱綽盈
  - 第四回成績（高至低）：粉紅組、綠組、橙組、紅組
  - 第四回出局：姜嘉琳、陳詩帆、盧淑儀、馬嘉希

### 《We Miss Hong Kong冠冕繼承者》
- 2021年8月13、20日，22:30 — 23:15翡翠台首播
- 節目內容：《2021香港小姐競選》即將舉行，主持黎芷珊邀請八位港姐導師向海嵐、曹敏莉、張嘉兒、劉倩婷、馮盈盈、朱晨麗、何依婷和張秀文到臨，細說對一眾「師妹」的刻骨感受，來一趟真情剖白。 引領佳麗們奮力備戰，四位資深「師姐」貴為慧妍雅集核心成員，會分享當年參選與今天指導港姐的難忘點滴，見證心路歷程的轉變和得着。另外四位年輕活力的新世代「師姐」，亦以嶄新思維，完美展現香港小姐美麗新標準！
  - 主持：黎芷珊
  - 嘉賓：向海嵐、曹敏莉、張嘉兒、劉倩婷、馮盈盈、朱晨麗、何依婷、張秀文

### 《2021香港小姐最美傳奇》
- 2021年9月12日，22:55 — 23:03翡翠台首播
- 節目內容：2021年度「We Miss Hong Kong」香港小姐競選圓滿舉行，三甲佳麗亦已誕生。節目邀來新鮮出爐的冠、亞、季軍和最上鏡小姐各個獎項得主，到臨分享獲獎感受，讓她們再一次接受美麗喝采，延續最美傳奇！
  - 主持：區永權、陳庭欣

## 賽前招募
2021年5月10日，無綫電視舉行《2021香港小姐競選》「全球招募」記者會，公布有關全球招募詳情。會上率先播放大會宣傳片，並隆重宣布慧妍雅集將全力支持本年度港姐競選。出席歷屆及應屆香港小姐分享參選港姐的心路歷程，1996香港小姐季軍及國際親善小姐袁彩雲（加拿大溫哥華）、2007香港小姐季軍周美欣（加拿大溫哥華）及2020香港小姐冠軍暨最上鏡小姐謝嘉怡（英國蘇格蘭）由於身處海外，無法回港出席，因此亦獲邀拍攝短片支持，呼籲合資格的佳麗把握機會報名。電視廣播有限公司副總經理（綜藝、音樂製作及節目）曾志偉在台上發言，先解釋今年招募主題「WE MISS HONG KONG」的雙重意義，一個是今年香港小姐將會與慧妍雅集緊密合作，慧妍雅集的師姐們與今屆香港小姐同樣都是Miss Hong Kong。受疫情影響，不少人也未能回港，MISS HONG KONG亦有掛念香港的意思。除了有慧妍雅集鼎力支持，該年度的香港小姐競選亦有不少新賽制，包括復辦準決賽、決賽場地物色新場地，不再在電視廣播城一廠舉行、香港小姐主題曲亦會有全新版本等，務求以全新面貌及形象與觀眾見面。
最後，曾志偉聯同慧妍雅集代表、出席歷屆及應屆港姐攜手主持啟動儀式，象徵《2021香港小姐競選》全球招募即日正式展開。出席者包括：電視廣播有限公司副總經理（綜藝、音樂製作及節目）曾志偉、助理總經理（藝員管理及發展）樂易玲、非戲劇分部經理暨《2021香港小姐競選》統籌經理何小慧、《2021香港小姐競選》項目統籌顧問鍾子綸、星夢娛樂集團有限公司行政總裁何麗全、慧妍雅集信託委員會主席曹敏莉、副主席向海嵐、執行委員會副會長唐麗球、工作計劃統籌李潔瑩、會員楊思琦、2013香港小姐季軍劉佩玥、2015香港小姐友誼小姐林凱恩、2016香港小姐冠軍馮盈盈、亞軍暨最上鏡小姐劉穎鏇、2017香港小姐亞軍何依婷、2018香港小姐冠軍陳曉華、2019香港小姐冠軍黃嘉雯、亞軍暨最上鏡小姐王菲、友誼小姐陳熙蕊、2020香港小姐亞軍陳楨怡、季軍郭柏姸及友誼小姐鄺美璇，記者會司儀由崔建邦擔任。
2021年6月3日，無綫電視舉行《2021香港小姐競選》「最後召集」記者會，邀請5位歷屆及應屆港姐，包括2012香港小姐季軍朱千雪、2016香港小姐冠軍馮盈盈、2018香港小姐冠軍陳曉華、2020香港小姐亞軍陳楨怡、季軍郭柏妍，分享參選港姐的心路歷程，呼籲合資格的佳麗把握機會報名。2014香港小姐冠軍、最上鏡小姐暨友誼小姐邵珮詩，以及2020香港小姐冠軍暨最上鏡小姐謝嘉怡，亦特別拍攝短片支持活動。

## 甄選過程及競選活動
2021年6月10日，無綫電視安排候選佳麗於將軍澳電視廣播城進行第一輪面試。本年度共有489位候選佳麗報名，而評委會當日則從中挑選113位佳麗進行面試。受新型肺炎疫情持續影響，大會表示約有20位佳麗仍身處香港境外，或正在香港接受隔離檢疫而未能親身出席，隨後亦會透過網上平台與海外佳麗進行面試。電視廣播有限公司助理總經理（藝員管理及發展）樂易玲與非戲劇分部經理暨《2021香港小姐競選》統籌經理何小慧表示今屆報名佳麗質素比往年好，有信心從中挑選25至30名佳麗入圍，復辦香港小姐競選準決賽。大會暫定8月22日舉行準決賽，9月5日舉行決賽，現仍在籌備階段，比賽場地亦正物色新場地，未必在將軍澳電視廣播城一廠舉行。
2021年6月16日，無綫電視安排65位候選佳麗於將軍澳電視廣播城進行次輪面試，並從65位參加第二輪面試的佳麗中，挑選25至30名佳麗，晉身《2021香港小姐競選》。當中，有兩位佳麗因接受檢疫隔離及病倒，未能參與第一輪面試，直接在次輪中面試。
2021年6月21日，大會安排其中14位入圍佳麗於九龍塘又一城的髮型屋整理髮型及形象。
2021年6月22日，大會安排其餘14位入圍佳麗於九龍塘又一城的髮型屋整理髮型及形象。
2021年7月5日，大會安排28位入圍佳麗會晤新聞界，以最優美的姿態首次公開亮相。出席者包括：電視廣播有限公司助理總經理（藝員管理及發展）樂易玲、慧妍雅集信託委員會主席曹敏莉、副主席向海嵐、前執行委員會會長劉倩婷、會員張嘉兒、《2021香港小姐競選》統籌經理何小慧、項目統籌顧問鍾子綸、形象監督陳惠英及舞台監督温耀敏，記者會司儀由陸浩明擔任。
2021年7月7日，大會安排28位入圍佳麗會見歷屆港姐向海嵐及朱凱婷，教導一眾佳麗穿著泳裝和談吐的秘訣。
2021年7月10日，大會安排28位入圍佳麗到大會指定美容及纖體中心EA. Beauty歐亞美創尖沙咀旗艦店出席宣傳活動，並接受為各候選佳麗度身打造出最合適個人需要的美容療程，分組參與「成就非凡魅力 見證最美時刻」熱身賽，透過遊戲較量，爭奪「EA. Beauty Master」大獎。經過一輪比併，結果由姜嘉琳、梁凱晴、馬嘉希及余詠童奪得獎項。
2021年7月12日，大會安排28位入圍佳麗入住西貢WM Hotel，參與真人騷《We Miss Hong Kong STAY-cation晉級賽》。28位佳麗將分成四隊，由八位歷屆香港小姐曹敏莉、向海嵐、劉倩婷、張嘉兒、朱晨麗、張秀文、馮盈盈及何依婷以師姐身份領軍，一連十日在西貢接受連串意想不到的考驗，力爭晉級資格。《2021香港小姐競選》統籌經理何小慧表示，入營後至少淘汰6、7位佳麗，相關節目會於8月9日播出才揭曉淘汰名單，緊接準決賽將有新一輪淘汰，最後篩選十二強進入總決賽。記者會出席者包括：慧妍雅集信託委員會主席曹敏莉、副主席向海嵐、朱晨麗、張秀文、何依婷、《2021香港小姐競選》統籌經理何小慧、項目統籌顧問鍾子綸、形象監督陳惠英小姐，記者會司儀由陸浩明擔任。
2021年7月21日，大會安排24位獲晉級佳麗在WM Hotel首度以泳裝會晤傳媒，展現其優美體態，當中有四位佳麗已被淘汰出局，包括朱綽盈、賴彥妤、馬祖雁及趙美倫。
2021年7月22日，大會安排24位獲晉級佳麗到樂富廣場出席「香港小姐市集」活動，落選佳麗馬祖雁亦有出席，支持一班好姊妹。出席活動的還有一班港姐師姐，包括慧妍雅集信託委員會主席曹敏莉、副主席向海嵐、前執行委員會會長劉倩婷、朱晨麗、張秀文、馮盈盈、何依婷。這個活動亦是《We Miss Hong Kong STAY-cation晉級賽》其中一個考驗，24位應屆佳麗分為三組，穿上組別代表顏色衣服到場。在三個攤檔中，售賣她們親手製作之蠟燭、乾花、手繩、曲奇、護膚品，展現港姐熱心公益的一面。一班歷屆港姐及入圍佳麗進駐市集，落力銷售貨品，旋即引來大批市民圍觀，一眾人士亦十分支持港姐活動，慷慨解囊，買下她們的貨品。活動將扣除所有收益，全數捐予慧妍雅集。
2021年7月30日，大會安排二十強佳麗會見資深港姐司儀叻哥陳百祥，以導師身份傳授經驗予一眾佳麗。
2021年7月31日，大會安排二十強佳麗於屯門冠峰台進行外景拍攝，當天為佳麗施茉莉18歲生日，一眾佳麗為其送上蛋糕慶祝。
2021年8月2日，大會安排二十強佳麗會見資深港姐司儀鄭丹瑞，以導師身份傳授經驗予一眾佳麗。
2021年8月5日，大會安排二十強佳麗出席先施百貨尋寶活動，發掘場內來自世界各地的優質貨品。是次活動是今屆港姐競選節目之一，20位佳麗以5人一組分組作賽，並限時30分鐘在場內進行尋寶活動。最後由陳聖瑜、陳懿德、張嘉倩、戴佳敏及葉靖儀組別勝出，並由先施有限公司執行董事及主席林曉輝博士頒發價值5,000港元先施禮券予獲勝佳麗。
2021年8月6日，大會安排24位入圍佳麗到九龍灣Goji Studios健身中心進行星級特訓，眾佳麗分組挑戰空中瑜伽及TRX懸吊訓練，延續真人騷的拼搏精神。三位星級導師郭子豪、伍富橋及杜穎珊從中選出表現突出的佳麗，頒發「健美體態佳麗」及「健康活力佳麗」，最終由王嘉慧及戴佳敏分別成為兩個獎項得主。出席者包括《2021香港小姐競選》統籌經理何小慧、項目統籌顧問鍾子綸、形象監督陳惠英，活動司儀由許文軒擔任。
2021年8月12日，大會安排二十強佳麗會見港姐法文導師黃祥興，教授佳麗演唱港姐主題曲，還原主題曲法文原貌。
2021年8月14日，大會安排二十強佳麗到荃灣Citywalk荃新天地出席「現場觀眾至Like佳麗」活動，眾佳麗分組接受考驗，分別以圖畫表達出她們心目中最能代表香港小姐的物件，及即場以限定字數的形容詞介紹歷屆香港小姐，盡顯佳麗的急才及創意，並由現場觀眾即場投票選出至「Like」佳麗，得票最高的佳麗獲頒「現場觀眾至Like佳麗」獎項。大會邀得2020香港小姐冠軍暨最上鏡小姐謝嘉怡分享參選心得，為師妹們打氣。經過一輸考驗及現場觀眾投票，結果由陳聖瑜、王嫿嫿奪得「現場觀眾至Like佳麗」。
2021年8月17日，大會安排二十強佳麗出席「慧妍雅集慈善愛心獎」活動，「慧妍雅集慈善愛心獎」最後6強佳麗（排名不分先後）分別為陳懿德、關楓馨、宋宛穎、梁菁琳、葉靖儀及王嘉慧即場接受師姐曹敏莉及劉倩婷的提問，爭取最後表現機會，結果由梁菁琳勝出，率先奪得「慧妍雅集慈善愛心獎」。慧妍雅集凝聚歷屆香港小姐，多年來一直致力參與及推動慈善及社會公益服務。為繼續傳承慧妍雅集的信念和精神，今屆港姐特別增設「慧妍雅集慈善愛心獎」，候選佳麗逐一分享當選香港小姐後，如何履行香港小姐使命，為社會及慈善服務作出貢獻。該獎項評審包括：慧妍雅集信託委員會主席曹敏莉小姐、信託委員會副主席向海嵐小姐、2021/2022年度執行委員會會長劉倩婷小姐、會員張嘉兒小姐、信託委員會委員王愛倫小姐及名譽導師暨《2021香港小姐競選》項目統籌顧問鍾子綸小姐。
2021年8月19日，大會安排二十強佳麗會晤大會評判及公布有關節目內容。今年大會評判由慧姸雅集永遠名譽會長朱玲玲小姐、Carnet珠寶及領賢慈善基金創辦人王幼倫小姐、香港理工大學校董會主席林大輝博士 SBS太平紳士、著名導演劉偉強先生、香港公益金名譽副會長余錦基 SBS 太平紳士攜手擔任。出席活動者還包括：電視廣播有限公司副總經理（綜藝、音樂製作及節目）曾志偉、助理總經理（藝員管理及發展）樂易玲、星夢娛樂集團有限公司行政總裁何麗全、《2021香港小姐競選》統籌經理何小慧、項目統籌顧問鍾子綸及記者會司儀陸浩明。
2021年8月21日，大會安排二十強佳麗進行泳裝綵排，展現美好身段。
2021年8月23日，大會安排十二強佳麗會晤傳媒，當中20號梁菁琳因體質敏感，身體不適而缺席。
2021年8月25日，大會安排十二強佳麗為決賽序幕「重生」項目進行綵排及拍攝工作。有別以往優雅的形象，佳麗以戰士造型亮相，盡展強悍型格一面。序幕片段中，佳麗們需要進行吊威也拍攝，當中，以15號梁凱晴及18號莫韻諰的動作難度最高，前者飛簷走壁，後者需打側手翻。
2021年8月30日，大會安排十二強佳麗到銅鑼灣出席莎莎化粧品專門店「美麗之約」前哨戰活動。為挑戰佳麗口才及急才，首先眾佳麗分為二人為一組進行直播帶貨，最後由4號關楓馨及8號宋宛穎勝出，得到「美麗掌門大獎」。第二個挑戰回合將佳麗分為兩組，考驗她們介紹美妝產品的能力，最終由13號王嘉慧、14號邵初、15號梁凱晴、18號莫韻諰、19號施茉莉及20號梁菁琳所組成的一隊，成功奪得「Beauty Story大獎」。
2021年9月1日，大會安排十二強佳麗到中環碼頭出席大會指定專用健康補充飲品Allklear全清游船活動。
2021年9月5日，大會安排十二強佳麗到荃灣Citywalk荃新天地二期出席「現場觀眾至Like佳麗」活動，眾佳麗分別由袁鎮業及林浩文帶領進行舞蹈表演，並由現場觀眾即場投票選出至「Like」佳麗，得票最高的佳麗獲頒「現場觀眾至Like佳麗」獎項。經過現場觀眾投票，最後三強佳麗為4號關楓馨、13號王嘉慧及15號梁凱晴，結果由4號關楓馨奪得「現場觀眾至Like佳麗」。3號陳聖瑜因眼睛受細菌感染並剛接受手術，故此缺席今天活動。
2021年9月7日，大會安排十二強佳麗到香港九龍東皇冠假日酒店1樓宴會廳2出席記者招待會並與「最上鏡小姐」評判會晤。活動期間大會公布「競猜誰是冠軍」遊戲截至目前為止的三強佳麗為4號關楓馨、8號宋宛穎及13號王嘉慧。
2021年9月11日，大會安排十二強佳麗進行泳裝綵排，並由眾佳麗選出「友誼小姐」得主，結果由14號邵初奪得「友誼小姐」。活動期間大會公布「競猜誰是冠軍」遊戲截至目前為止的三強佳麗為8號宋宛穎、13號王嘉慧及15號梁凱晴。

## 迴響
節目誠邀張學友作為表演嘉賓，獻唱《春風秋雨》、《李香蘭》及《愛是永恆》三首經典金曲，並與Gin Lee李幸倪合唱《日出時讓街燈安睡》（YouTube片段：2021香港小姐競選決賽｜張學友、Gin Lee 以天籟撐港姐｜香港小姐 ｜港姐 ｜張學友｜李幸倪 ｜GinLee （页面存档备份，存于））；同時其接受《東張西望》採訪（YouTube片段：東張西望｜學友開火mean爆志偉 ｜港姐後台足本爆笑版 （页面存档备份，存于）），兩條片段通過官方頻道「TVB (official)」被上載YouTube，雖然兩條片段均長達11分鐘以上，但仍分別登上熱門#3及熱門#5；除此之外，另一片段 （页面存档备份，存于）亦通過另一官方頻道「TVB USA Official」被上載至YouTube，亦曾登上熱門#23。

## 佳麗個人發展
在港姐競選結束後，28位入圍佳麗當中，有15位佳麗與電視台簽約成為經理人合約藝員，並由電視台藝員部安排同一位經理人（Artiste Supervisior）負責安排演出工作，及有2位佳麗與電視台簽約成為基本合約藝員，而17位佳麗於參選後一年內（即2021年11月至2022年11月）之應屆港姐任期內於以下節目及劇集擔任主持及作演出：
| 佳麗   | 參與電視節目 | 電視劇演出                                                                   | Big Big Channel 視頻演出 | 身份             | 經理人 |
| ------ | --- | ---------------------------------------------------------------------------- | ------------------------ | ---------------- | ------ |
| 宋宛穎 | - 《善心滿載仁愛堂》 - 《思家大戰》 - 《樓價有得估》 - 《好聲好戲》                                                        |                                                                              |                          | 經理人合約藝員   |        |
| 梁凱晴 | - 《善心滿載仁愛堂》 - 《思家大戰》 - 《樓價有得估》 - 《健康必殺食》                                                      | - 《愛·回家之開心速遞》 - 《隱門》                                           |                          | 經理人合約藝員   |        |
| 邵 初  | - 《思家大戰》 - 《識貨2》 - 《開心無敵獎門人》 - 《健康必殺食》                                                           |                                                                              |                          | 經理人合約藝員   |        |
| 姜嘉琳 | - 《冇人性教育》 |                                                                              |                          | 經理人合約藝員   |        |
| 陳懿德 | - 《東張西望》 - 《開心無敵獎門人》 - 《全城一叮》 - 《香港小姐再競選》                                                    |                                                                              |                          | 經理人合約藝員   |        |
| 陳聖瑜 | - 《男神廚房》 - 《不能只有我看到的 便利店追女神食譜》 - 《讀心專家》 - 《Tell Me Wine》 - 《破解讀心理》 - 《真係唔好笑》 | - 《法言人》                                                                 |                          | 經理人合約藝員   |        |
| 戴佳敏 | |                                                                              |                          | 經理人合約藝員   |        |
| 葉靖儀 | - 《思家大戰》 - 《男神廚房》 - 《咔嚓咔嚓》 - 《不能只有我看到的 便利店追女神食譜》 - 《開心無敵獎門人》                  |                                                                              |                          | 經理人合約藝員   |        |
| 關楓馨 | - 《善心滿載仁愛堂》 - 《思家大戰》 - 《男神廚房》 - 《開心無敵獎門人》 - 《香港小姐再競選》 - 《新春開運王》              | - 《新四十二章》 - 《回歸》                                                  |                          | 經理人合約藝員   |        |
| 梁菁琳 | - 《東張西望》 - 《爭分奪秒同抗疫》 - 《傳承•狂歡 55：全能司儀選拔大賽2022》                                               | - 《法言人》 - 《寵愛Pet Pet》                                               |                          | 經理人合約藝員   |        |
| 賴彥妤 | - 《TVB娛樂新聞報道》 - 《香港小姐再競選》                                                                                 | - 《法言人》 - 《新四十二章》 - 《隱門》                                     |                          | 經理人合約藝員   |        |
| 莫韻諰 | - 《香港小姐再競選》 - 《全城一叮》                                                                                        |                                                                              |                          | 經理人合約藝員   |        |
| 伍韻婷 | - 《思家大戰》 - 《不能只有我看到的 便利店追女神食譜》 - 《陀地外國人》 - 《通靈之王》 - 《開心無敵獎門人》                |                                                                              |                          | 經理人合約藝員   |        |
| 王嫿嫿 | |                                                                              |                          | 經理人合約藝員   |        |
| 王嘉慧 | - 《東張西望》 - 《通靈之王》 - 《思家大戰》 - 《答得快 好世界》 - 《香港小姐再競選》 - 《全城一叮》                       | - 《愛·回家之開心速遞》 - 《回歸》 - 《法言人》 - 《新四十二章》 - 《輕·功》 |                          | 經理人合約藝員   |        |
| 梁允瑜 | - 《香港小姐再競選》 - 《全城一叮》                                                                                        | - 《美麗戰場》 - 《愛·回家之開心速遞》                                       |                          | 基本藝人合約藝員 |        |
| 楊培琳 | - 《思家大戰》 |                                                                              |                          | 基本藝人合約藝員 |        |

## 外部連結
- 2021香港小姐競選官方網頁 （页面存档备份，存于）
- 2021香港小姐競選決賽「競猜誰是冠軍」遊戲 （页面存档备份，存于）
- YouTube上的2021香港小姐競選決賽「閃爍光芒」宣傳片（2號陳懿德、3號陳聖瑜、4號關楓馨）
- YouTube上的2021香港小姐競選決賽「絕色綻放」宣傳片（8號宋宛穎、10號楊培琳、12號葉靖儀）
- YouTube上的2021香港小姐競選決賽「璀璨星光」宣傳片（13號王嘉慧、14號邵初、15號梁凱晴）
- YouTube上的2021香港小姐競選決賽「色彩奔放」宣傳片（18號莫韻諰、19號施茉莉、20號梁菁琳）
- YouTube上的2021香港小姐競選決賽宣傳片
- YouTube上的2021香港小姐競選決賽嘉賓陣容宣傳片（一）
- YouTube上的2021香港小姐競選決賽嘉賓陣容宣傳片（二）
- YouTube上的We Miss Hong Kong香港小姐競選準決賽1-10號佳麗宣傳片
- YouTube上的We Miss Hong Kong香港小姐競選準決賽11-20號佳麗宣傳片
- YouTube上的2021香港小姐競選「一個城市，廿八種美態」宣傳片
- YouTube上的2021香港小姐競選「香港小姐 香港製造」宣傳片
- YouTube上的2021香港小姐競選「香港小姐 多元匯合」宣傳片
- YouTube上的2021香港小姐競選「香港小姐 由內靚到外」宣傳片
- YouTube上的2021香港小姐競選「香港小姐 越夜越活力」宣傳片
- YouTube上的2021香港小姐競選「WE Miss Hong Kong」全球招募宣傳片（一）
- YouTube上的2021香港小姐競選「WE Miss Hong Kong」全球招募宣傳片（二）